# No teenage future
No teenage future är en LP från 1982 av punkbandet T.S.T.

## Låtar på albumet
| Nr  | Titel                        | Längd | Notering |
| --- | ---------------------------- | ----- | -------- |
| 1.  | No Teenage Future            |       |          |
| 2.  | The Clash                    |       |          |
| 3.  | So Lonely                    |       |          |
| 4.  | 6 Million Slaughtered Bodies |       |          |
| 5.  | Song Of Victory              |       |          |
| 6.  | Third World War              |       |          |
| 7.  | It's A Crime To Be Young     |       |          |
| 8.  | Secret Love                  |       |          |
| 9.  | People Dying                 |       |          |
| 10. | V-ås Punx                    |       |          |